# Bonkers
Bonkers er en amerikansk tegnefilmserie, der blev sendt fra den 4. september 1993 til den 23. februar 1994. Den foregår i en Roger Rabbit-lignende verden, hvor tegnede figurer og mennesker lever sammen.
Udgangspunktet for serien var, at Bonkers D. Bobcat, en menneskelignende rødlos, der var en populær tegneseriestjerne, var blevet fyret og i stedet fået arbejde som politibetjent. Han får makkeren Lucky Piquel, der er et grumt og arrigt menneske, som hader tegnefigurer. Gennem hele serien arbejder parret sammen om at opklare forbrydelser i Hollywood.

## Figurer
- Bonkers D. Bobcat – Jim Cummings
- Lucky Piquel – Jim Cummings
- Miranda Wright – Karla DeVito
- Fall-Apart Rabbit – Frank Welker
- Dyl – April Winchell
- Marylin – Sherry Linn
- Chief Kanifky – Earl Boen

## Danske Stemmer
- Bonkers D. Bobcat – Thomas Mørk
- Bjarne Piquel – Jens Arntzen
- Speaker – Lars Thiesgaard

### Øvrige Stemmer
- Henrik Koefoed
- John Hahn-Petersen
- Lasse Lunderskov
- Vibeke Dueholm